# Municipi E de Montevideo
El municipi E (en castellà, municipio E) és un dels vuit municipis de Montevideo, Uruguai. Ocupa l'extrem sud-est del departament, sobre la costa del Riu de la Plata. És majoritàriament un municipi residencial de classe mitjana-alta i alta.
Va ser creat mitjançant el decret 11.567 del 13 de setembre de 2009, ratificat posteriorment.

## Geografia
El municipi E limita a l'oest amb els municipis CH i D, al nord amb el municipi F, a l'est amb la Ciudad de la Costa (departament de Canelones), i al sud amb el Riu de la Plata.
Així mateix, el municipi E comprèn la totalitat de les seccions judicials 4 i 10.

## Població
D'acord amb les dades del cens del 2009, el municipi tenia una població aproximada de 170.000 habitants, essent un dels més poblats.

## Economia
L'aerolínia nacional Pluna té la seu i base operativa a Carrasco, municipi E.

## Barris
Cadascun dels municipis de Montevideo se subdivideix en barris (barrios). En concret, el municipi E es troba format pels següents barris: Buceo (est), Carrasco, Carrasco Norte, Malvín, Malvín Norte, Punta Gorda i Unión (sud).

## Llocs d'interès
- Hotel Carrasco (Carrasco).
- Montevideo Cricket Club (Carrasco).
- Facultat de Ciències de la Universitat de la República (Malvín Norte).
- Plaça de l'Armada (Punta Gorda).

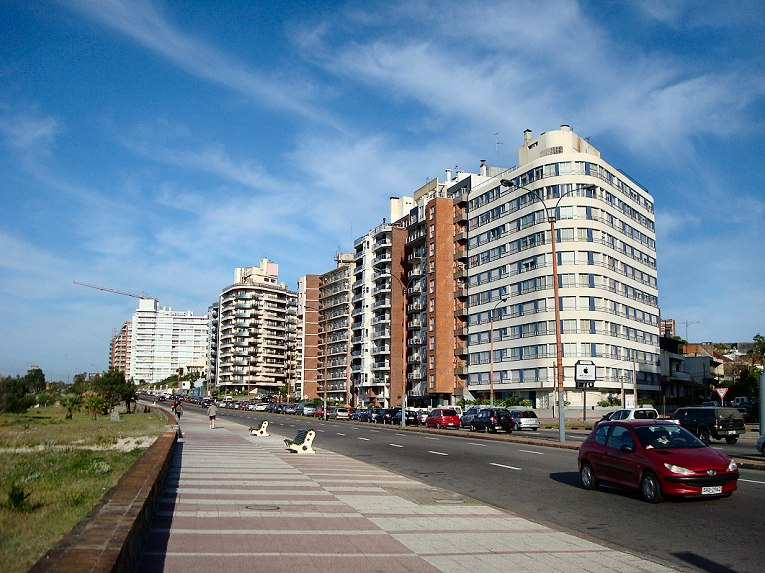
La Rambla a Malvín.
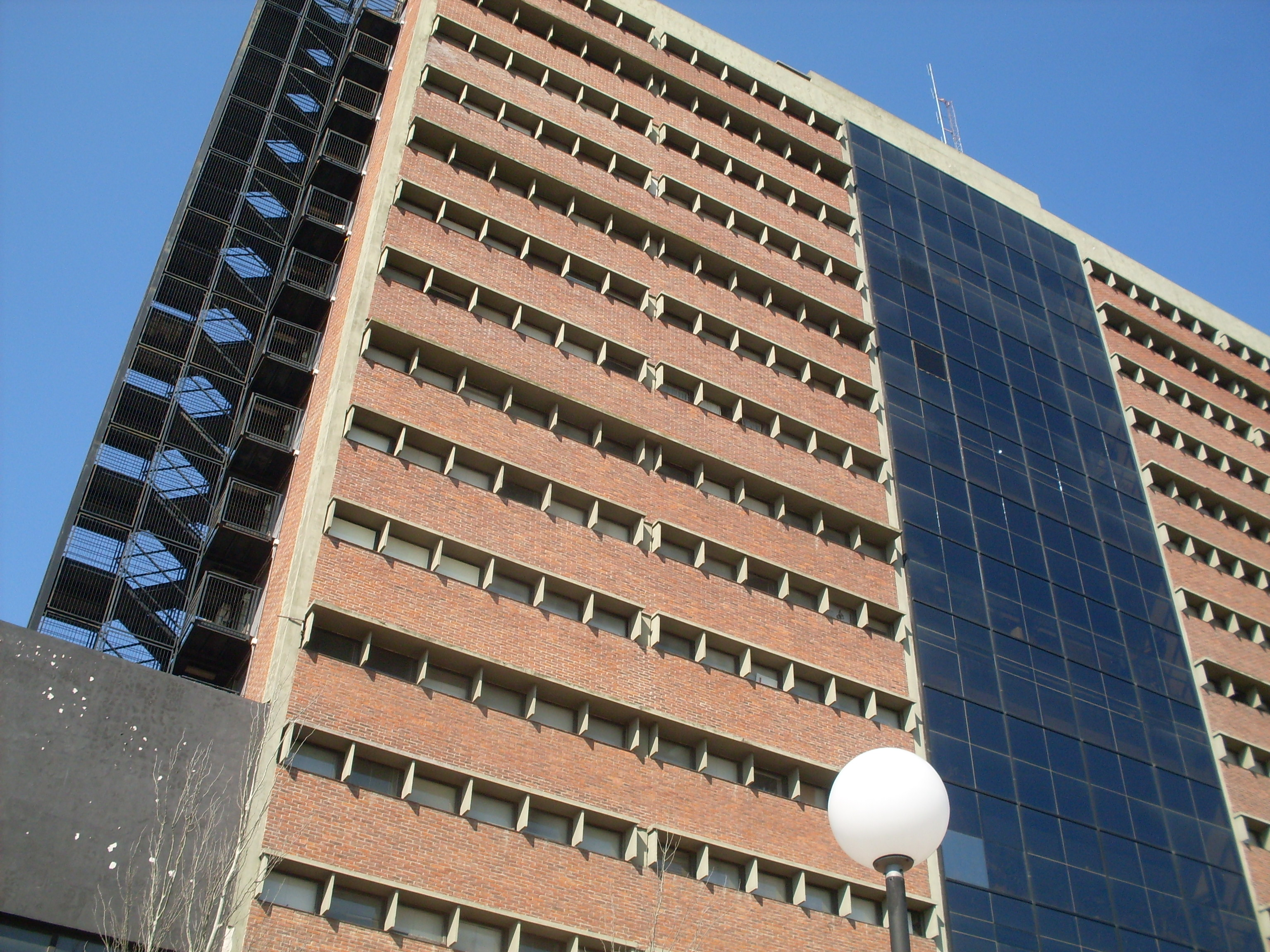
Facultat de Ciències.
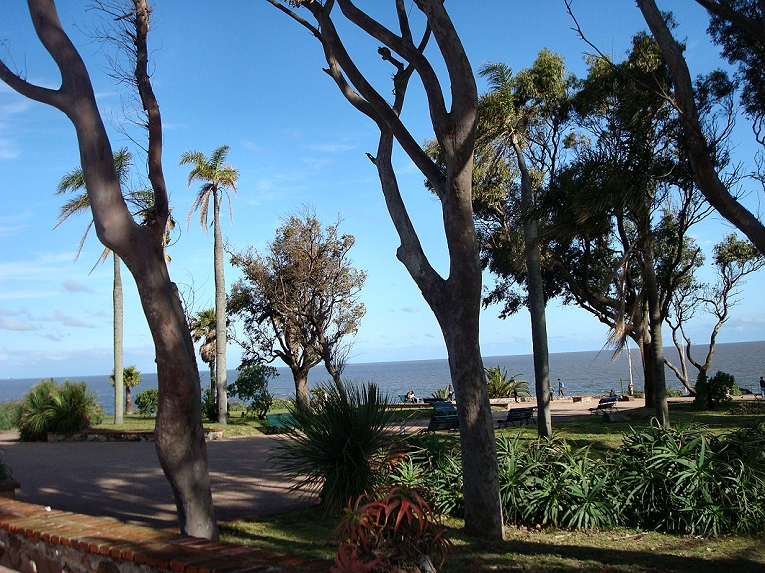
Plaça de l'Armada.

### Carrers principals
- Avenida 8 de Octubre.
- La Rambla.
- Bulevar Batlle y Ordóñez.
- Camino Carrasco.